# Élection présidentielle népalaise de 2015
Une élection présidentielle se tient au Népal le 28 octobre 2015. Deuxième élection de son genre depuis l'abolition de la monarchie le 28 mai 2008, elle a lieu au suffrage indirect, le président étant élu par la seconde Assemblée constituante, elle-même élue au suffrage universel direct deux ans plus tôt, après l'échec de la première constituante. 
Bidya Devi Bhandari est élue présidente jusqu'à la fin de la transition post révolutionnaire.

## Contexte
Élu lors de l'élection présidentielle de 2008 à l'issue des Élections constituantes népalaises de 2008, Ram Baran Yadav doit alors rester en poste jusqu'à l'élection d'un remplaçant sous une nouvelle constitution rédigée par l'assemblée constituante. L'échec de cette dernière à s’acquitter de cette tache entraine la tenue de nouvelles élections constituantes en 2013. La rédaction de la constitution faisant toujours l'objet de blocages, les constituantes décident après sept ans de mettre fin au mandat de Ram Baran Yadav et d'élire un nouveau président, selon les mêmes termes.

## Système électoral
L'élection est régie par la constitution provisoire népalaise de 2007. Le président népalais est élu au suffrage indirect majoritaire à trois tours par l'assemblée constituante. Le vote a lieu à bulletin secret. Est élu le candidat qui recueille au premier tour les voix de la majorité absolue du total des membres de l'assemblée. À défaut, un deuxième tour est organisé dans les mêmes conditions entre les deux candidats arrivés en tête au premier. Si aucun candidat n'est élu à l'issue du deuxième tour, un troisième est organisé avec un abaissement du seuil à atteindre à la simple majorité relative des voix : le candidat recueillant le plus de suffrages l'emporte.
Le texte constitutionnel ayant été conçu pour une période transitoire entre la fin de la monarchie et l'avènement d'une république devant être régie par une nouvelle constitution, la durée du mandat du président n'est pas fixée à une durée précise. le nouveau président doit ainsi en théorie rester en poste jusqu'à la promulgation de la nouvelle constitution, et la tenue d'une élection présidentielle selon ses termes. La Constitution provisoire prévoit également la participation au vote des membres des nouvelles assemblées provinciales élues, mais permet explicitement à l'élection présidentielle d'avoir lieu en l'absence d'organisation de ces élections provinciales, ce qui s'avérera être le cas.

## Résultats

### Présidence
| Candidats                | Candidats                | Partis                   | Premier tour | Premier tour |
| Candidats                | Candidats                | Partis                   | Voix         | %            |
| ------------------------ | ------------------------ | ------------------------ | ------------ | ------------ |
|                          | Bidya Devi Bhandari      | PCN-MLU                  | 327          | 60,44        |
|                          | Kul Bahadur Gurung       | CN                       | 214          | 39,55        |
|                          |                          |                          |              |              |
| Majorité requise         | Majorité requise         | Majorité requise         | 299 voix     | 299 voix     |
|                          |                          |                          |              |              |
| Votes valides            | Votes valides            | Votes valides            | 541          | 98,54        |
| Votes blancs et nuls     | Votes blancs et nuls     | Votes blancs et nuls     | 8            | 1,46         |
| Total                    | Total                    | Total                    | 549          | 100          |
| Abstention               | Abstention               | Abstention               | 47           | 7,89         |
| Inscrits / participation | Inscrits / participation | Inscrits / participation | 596          | 92,11        |

### Vice-présidence
| Candidats                | Candidats                | Partis                   | Premier tour | Premier tour |
| Candidats                | Candidats                | Partis                   | Voix         | %            |
| ------------------------ | ------------------------ | ------------------------ | ------------ | ------------ |
|                          | Nanda Kishor Pun         | PCN-MLU                  | 325          | 60,52        |
|                          | Amiya Kumar Yadav        | CN                       | 212          | 39,48        |
|                          |                          |                          |              |              |
| Majorité requise         | Majorité requise         | Majorité requise         | 299 voix     | 299 voix     |
|                          |                          |                          |              |              |
| Votes valides            | Votes valides            | Votes valides            | 537          | 97,17        |
| Votes blancs et nuls     | Votes blancs et nuls     | Votes blancs et nuls     | 10           | 1,83         |
| Total                    | Total                    | Total                    | 547          | 100          |
| Abstention               | Abstention               | Abstention               | 49           | 8,22         |
| Inscrits / participation | Inscrits / participation | Inscrits / participation | 596          | 91,78        |

## Analyse
La candidate du Parti communiste marxiste-léniniste unifié, Bidya Devi Bhandari est élue avec 327 voix sur 575, contre 214 voix pour son principal opposant, Kul Bahadur Gurung, du Congrès népalais (CN) et 8 voix invalides. Elle succède ainsi à Ram Baran Yadav (CN) et devient la première femme présidente du Népal.
L'Assemblée élit également trois jours plus tard pour vice-président Nanda Kishor Pun, du même parti que la présidente, par 325 voix contre 212 pour son adversaire Amiya Kumar Yadav (CN) et 10 invalides.